# Medelpad
För andra betydelser, se Medelpad (olika betydelser).
Medelpad är ett landskap som i sin helhet ingår i Västernorrlands län, Mellannorrland, nedre Norrland och den informella Mittsverigeregionen. Medelpad gränsar i söder till Hälsingland, i väster till Härjedalen, i nordväst till Jämtland, i norr till Ångermanland och i öster till Bottenhavet.
Medelpad är det av Sveriges 25 landskap som har den 13:e största ytan, 13:e högsta befolkningstätheten och 16:e största befolkningen. Av Norrlands nio landskap har Medelpad den näst minsta ytan, sjätte största folkmängden och näst högsta folktätheten. Största längden i öst-väst är 140 kilometer, och största bredden i nord-syd 90 kilometer.

## Etymologi
Första bevarade dokument med namnet Medelpad är från 1257. Medelpad lär komma av fornsvenskans Medhal, som betydde "i mitten" och Pad, som betydde "stig" eller "vattenväg". Detta har tolkats som åsyftande Sankt Olofsleden, som var en viktig vandrings- och ridled från Selånger till Trondheim i Norge, och/eller den medeltida havsviken och inseglingsrännan till Sankt Olofs utskeppningshamn i Selånger, mellan landskapets två älvar, Ljungan i söder och Indalsälven i norr. Ytterligare en hypotes är att "Medelpad" kan ha betytt "strandterrängen i mitten", och ursprungligen avsett Selångersfjärdens vikingatida centrala strandområde vid Kungsnäs i Selånger, men utvidgats till att avse hela det landskap som med tiden kom att administreras från denna ort.

## Landskapsvapen
Landskapets vapen består av tre intill varandra liggande vågformade tvärgående strömmar (den mellersta röd, de yttre silver) på blå bakgrund, med hertiglig rangkrona över. De båda silverströmmarna representerar landskapets två älvar.

## Folkdräkter från Medelpad
Huvudartikel: Folkdräkter från Medelpad
Medelpad har tre folkdräkter, en kvinnodräkt och två mansdräkter.

## Historia

### Stenåldern
De äldsta arkeologiska fynden i Medelpad är daterade till 9 000 år gamla, och gjordes 2015 i Holmsjöändan i Ljungans dalgång. De påvisar socialt kontaktnät ned till Dalarna.
En hällmålning upptäckt 2014 i Långliden bedöms vara 4 000 till 6 000 år gammal.

### Bronsåldern
Fynd av bronsåldersföremål har gjorts i Medelpad främst vid älvarnas nedre lopp. Det äldsta fyndet är en kantyxa från äldre bronsåldern i Lunde by i Bergeforsen, som visar att dyrbar brons importerats från områden utanför Norden. Ett ovanligt föremål är ett bronsålderssvärd som påträffades vid Hummelviksberget i Njurunda socken 1859. Bronsåldersfynden är dock fåtaliga, vilket kan tolkas som att människor fortfarande utövade stenåldersteknologi under bronsåldern. Klimatet blev successivt kallare och våtare under perioden 2000 till 500 f.Kr. och har sedan dess varit ungefär som dagens klimat. 
Odling av korn och gödsling har förekommit sedan 1500 f.Kr. i Solberg i Njurunda socken (nära Ljungans dåvarande mynning och nära riksintresseområdet Kvissle-Nolby-Prästbolet) enligt pollenanalys i samband med Projekt E4-Sundsvall. Någon boplats för jordbrukande befolkning har emellertid inte återfunnits i landskapet från bronsåldern.

### Järnåldern

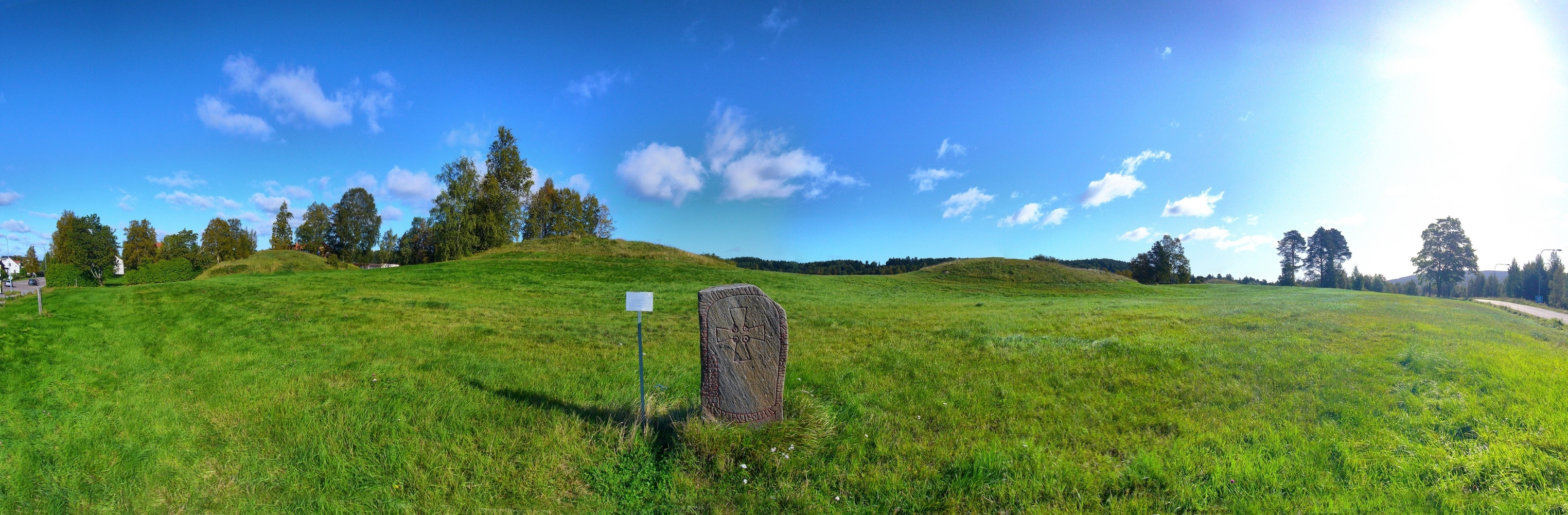
Högoms gravfält i Selångers socken, med Högomstenen i förgrunden.

Utöver ovan nämnda pollenanalys har de äldsta arkeologiska fynden av bondekultur i Medelpad återfunnits vid sjön Marmen, invid Tuna kyrka, och daterats till 500 f.Kr. Denna bondekultur kom sannolikt att expandera längs en bördig sidodal mot Selånger.
Mängden fornfynd ökar kraftigt från 200-talet e.Kr. Över hela landskapet finns 2 600 bevarade fornlämningar, i hög grad koncentrerade till det kuperade landskapets begränsade odlingsbara sedimentlager i tre dalgångar, Ljungans, Indalsälvens och Selångersåns. Bebyggelsen kom främst att förläggas till den nordöstra, solbelysta sidan av dalgångarna.

#### Maktcentra
De tre dalgångarna har var och en gett upphov till kustnära maktcentra under järnåldern och medeltiden, där aristokratier uppstod. Detta visas bland annat av högstatusfynd i några av Norrlands största storhögar på följande orter:
- Högoms gravfält i Selångers socken väster om Sundsvall, nära Selångersån och Sundsvallsbuktens dåvarande strandlinje, (gravhögar upp till 40 meter i diameter från 400–500 e.Kr.)
- Kvissle-Nolby-Prästbolet i Njurunda socken söder om Sundsvall, nära Ljungans utlopp, (upp till 38 meter i diameter) samt i
- Västlandet vid Sundsbruk i Sköns socken norr om Sundsvall, invid Alnösundet, vilket kan ses som en förlängning av Indalsälven (upp till 35 meter i diameter).
- Storhögskomplexet i Timrådalen och omkring Timrå kyrka i Timrå socken, där Merlobäcken har sitt utlopp i Timråviken, också den i anslutning till Indalsälvens utlopp. (Största gravhögen som finns kvar i dag är ca 25 meter i diameter och sockenkyrkan själv står på en annan)[13]

#### Fornborgar
I Medelpad finns det sex kända fornborgar, sannolikt byggda omkring år 500 e.Kr. Fyra av dem ligger som en skyddande krans mot inlandet med bebyggelsen och kusten innanför. Den största ligger på Prästhusberget vid byn Berge mellan Klingsta och Allsta i Tuna socken, med sammanlagt 120 meter långa stenmurar.

#### Handelsförbindelser

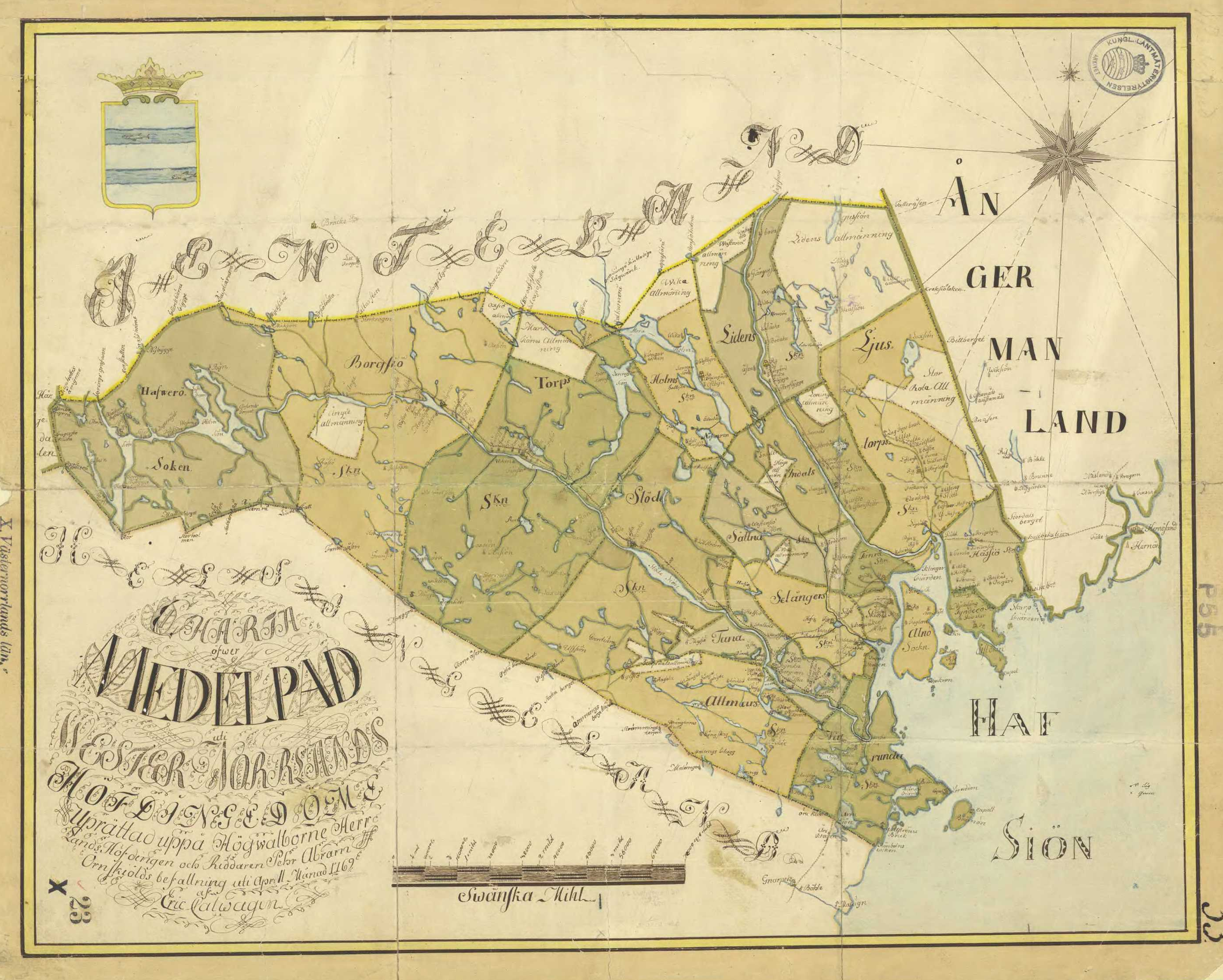
Landskapskarta över Medelpad från 1769.

Omfattande järnproduktion skedde längs med Ljungan. Lämningar efter blästerugnar, slagghögar, kolningsgropar och depåer av smidbart ämnesjärn återfinnes, på boplatser i närheten av myrar och järnrika sjöbottnar, varifrån malm kunde insamlas. Rika gravfynd i storhögarna och hövdingagraven från 500-talet i Högoms gravfält (Selångers socken), tolkas som att omfattande handel med järn från Jämtland och västra Medelpad skedde vid en hamn, invid en lättframkomlig landförbindelse mellan havet och Ljungan. Även storhögarna i Kvissle tolkas som att rikedom uppstått till följd av järnhandel (vid Ljungans mynning nedanför Viforsen). Dessa båda "järngårdar" tappade sin elitbetonade prägel på 500-talet och fram till vikingatid, sannolikt till följd av konkurrens från järnproduktion som då uppstått i Gästrikland och sydvästra Hälsingland.
Längs med Indalsälven bedrevs i stället skinn- och pälshandel sedan järnåldern. En fångstkultur, eventuellt samisk, levde i inlandet sida vid sida med bondekulturen, och stod för skinnvarorna. Huvudavnämare för järn- och skinnhandel var Mälardalen, som i sin tur hade handelsförbindelser med övriga Europa. Arabiska mynt och silverskatter från vikingatid har återfunnits, i Birsta och Västland i Sköns socken i Medelpad, nära Indalsälvens dåvarande mynning, vilket tolkas som att Västland var en elitbetonad handelsplats för skinn- och pälsvaror. Stigeskatten i Indal består av cirka 2 000 till 3 000 vikingatida silvermynt om 3 kg, präglade av kalifat såväl som en rad europeiska kungar. Goten Jordanes skriver år 551 om en rad olika folk som bor på ön Scandia eller Scandza. (Sc)Rerefennae eller finni (möjligen skridfinnar, dvs samer) bor längst bort. Om suehans, svearna, säger han, »Det är också detta folk, som med sina indirekta handelsförbindelser med många andra folkstammar, skickar mörkblå pälsar till romarnas nytta och tjänst». »Blå» betyder här svart, och kan syfta på fjällrävens päls eller andra mycket mörka pälsverk.
Även om handelsutbytet främst var söderut med Svealand, så finns i regionen under järnåldern även exempel på kulturellt inflytande västerifrån, från Tröndelag och Jämtland. Efterledet -ånger i Selånger och -hem i Vattjom och Häljum anses ha kommit med en tidig invandring av en jordbrukande befolkning från Norge. Många av landskapets ortnamn slutar på -sta (ställe), vilket indikerar att de är från vikingatid eller tidigare under järnåldern. Förkristen kult visas av namn som Vi och Hov.

#### Runinskrifter
Ett flertal vikingatida runinskrifter i Medelpad har återfunnits längs med kusten upp till Sköns socken, de flesta från 1000-talet.

### Medeltid

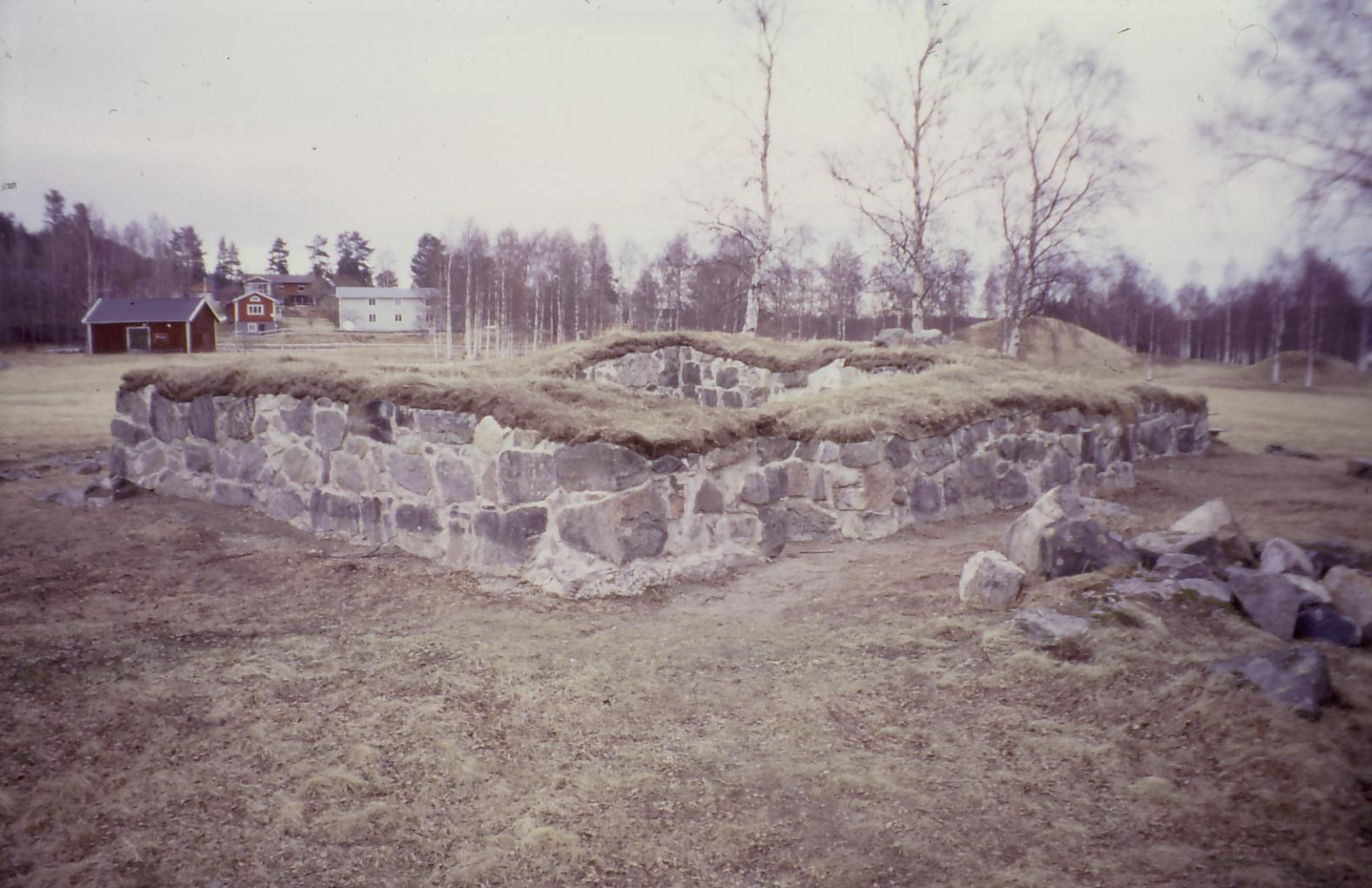
Ruinen av Kvissle kapell, en romansk gårdskyrka från omkring år 1200. Bakom syns storhögarna från folkvandringstid.

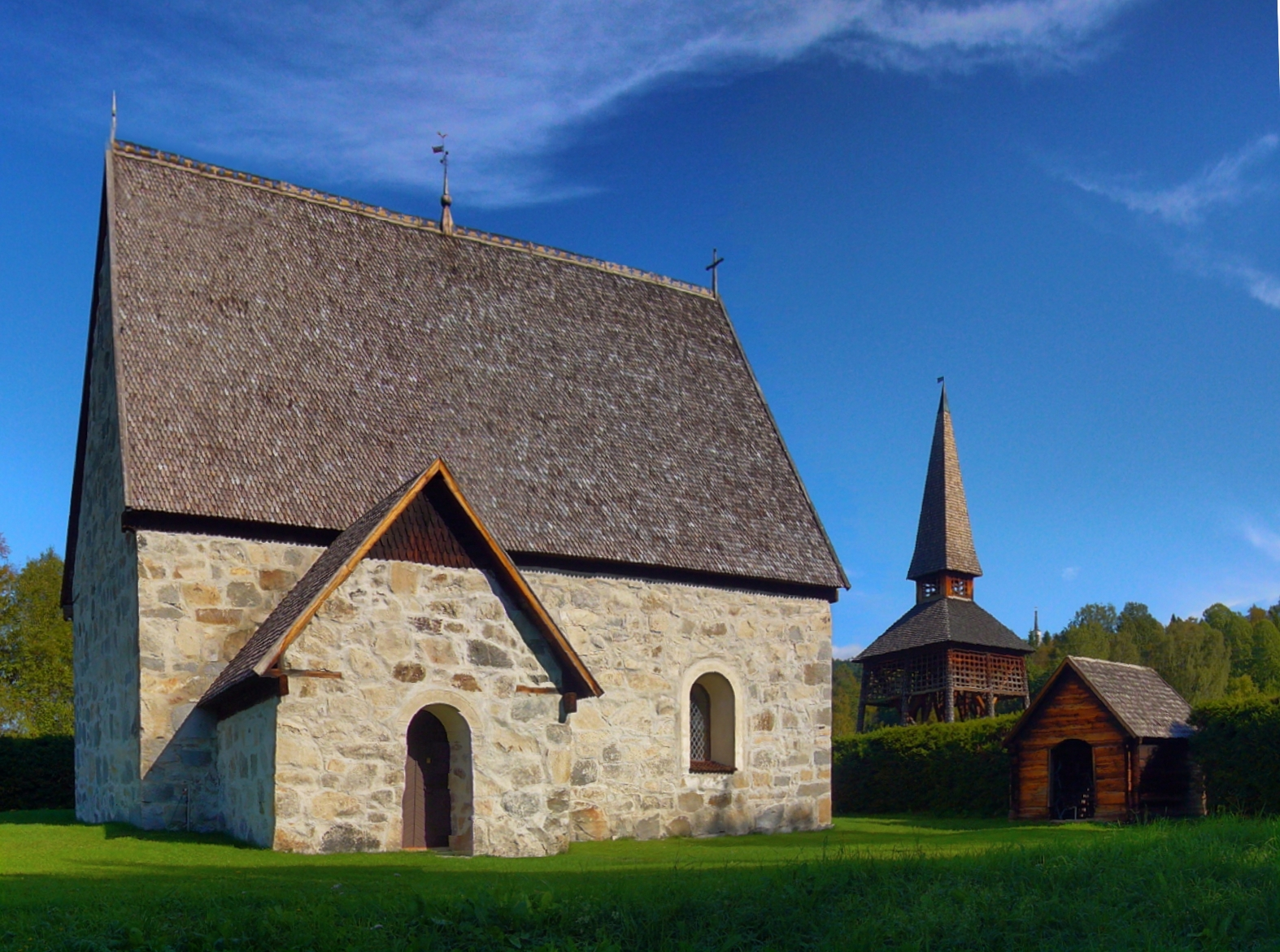
Lidens gamla kyrka

Medelpad räknades ända in på 1400-talet som en del av Hälsingland (i dag ibland kallat stor-Hälsingland) och löd fram till 1374 under Hälsingelagen, bevarad sedan 1320. Åtminstone ett exemplar av Hälsingelagen förvarades under tiden den var gällande fastkedjad vid kyrkoväggen i Selångers kyrka.
Storhälsingland var vid denna tid administrativt indelad i tre delar, tredingar eller folkland, där den nordligaste tredingen hette Nordanstig, och troligen åsyftade Medelpad (tidigare var den etablerade uppfattningen att det var dagens ort Nordanstig i Norra Hälsingland på grund av omnämnande av Norrstigen).
Den viktigaste skattepersedeln från Medelpad kom under medeltiden att bli skinn och lärft, enligt Hälsingelagen. Fisket utanför älvarna var betydande. 
Tre kustnära orter kom att fungera som centralorter i olika avseenden. Fogderesidens och kungsgård låg i Kungsnäs (kallad "Näs" i Hälsingelagen) vid Selångers utskeppningshamn, en geografiskt betingad mötesplats för vägarna från norr, söder och från kusten. Prostsäte fanns vid försvarskyrkan i Sköns socken. Stormän hade även säte vid Kvissle/Nolby i Njurunda socken längs med Norrstigen; en ort som av vissa forskare tolkas som kungsgården "Hög på Norrstigen" (vanligen identifierad med den nutida byn Kungsgården i Jättendals socken i norra Hälsingland).
Medelpad var delat i minst sex skeppslag med särskilda ting. Landskapets allmänna ting har hållits omväxlande i Skön och vid Näs i Selånger under medeltid. Liksom stor-Hälsingland i övrigt kom Medelpad att tillhöra Uppsalalagmannens domsaga.
Ortnamnen med efterleden -böle, -boda och -gård är ofta medeltida.

#### Kyrkor och pilgrimsleder
Stenkyrkor vars byggnadsår har uppskattats till senast 1200-talet har bland annat funnits på följande orter:
- Gårdskyrkan i Kvissle
- Selånger
- Njurunda
- Skön
- Alnö
- Tuna
- Stöde
- Haverö
- Torp
- Liden

I Mellannorrland upprättades under medeltiden vandrings- och ridleder både västerut (Sankt Olofsleden var en pilgrimsled mellan Selångers utskeppningshamn i Medelpad och Nidaros i Norge) och söderut (Norrstigen var en förhistorisk led som med tiden kom att gå längs hela Norrlandskusten).
Enligt en sägen som upptecknades på 1680-talet, ska Olof Haraldsson år 1030 ha landstigit i Selånger efter några år i landsflykt. Han gick med sin här till Norge för att kristna landet och ta tillbaka kungatronen. Färden tog slut i Stiklestad, där Olof blev dödad i ett fältslag den 29 juli, och sedan hyllades som martyr och helgon i Skandinavien. Oavsett sägnens sanningshalt så var denne Sankt Olof viktig i Medelpad under den katolska tiden, emedan den vandringsled han skulle ha gått kom att kallas Sankt Olofsleden, och den hamn han skulle ha landstigit i kallades Sankt Olofs hamn.
En av de i medelstidsbrev tidigast kända namngivna stormännen i regionen var adelsmannen Nils Fartegnsson, född i slutet av 1200-talet, som hade ägor på flera orter i Norrland, och förlänades mark vid Luleälven i samband med det första kända kungliga kolonisationsuppdraget i Norrbotten. Han var sannolikt far till Fartegn Unge, som finns begraven i Sköns kyrka, och i sägner sammankopplas med en mytisk hjälte kallad Fale hin unge från Birsta, som ska ha räddat en norsk kungason. Obelagda och osannolika kopplingar har gjorts mellan dessa stormän och den västerbottniska Bureätten från Bureå.

### Tidig-modern och modern tid

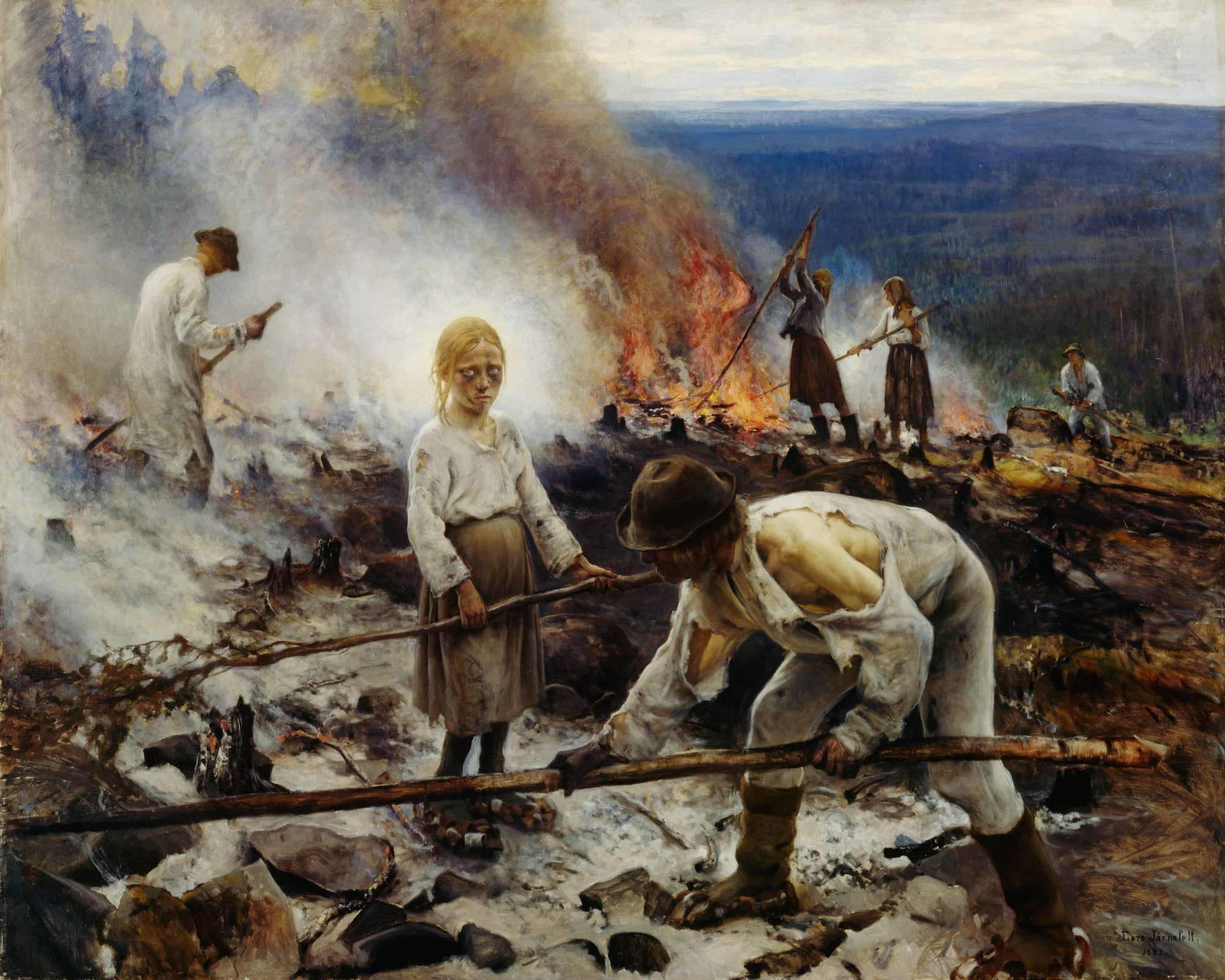
Målningen "Trälar under penningen" av Eero Järnefelt visar Savolaxfinnarnas svedjebruk.

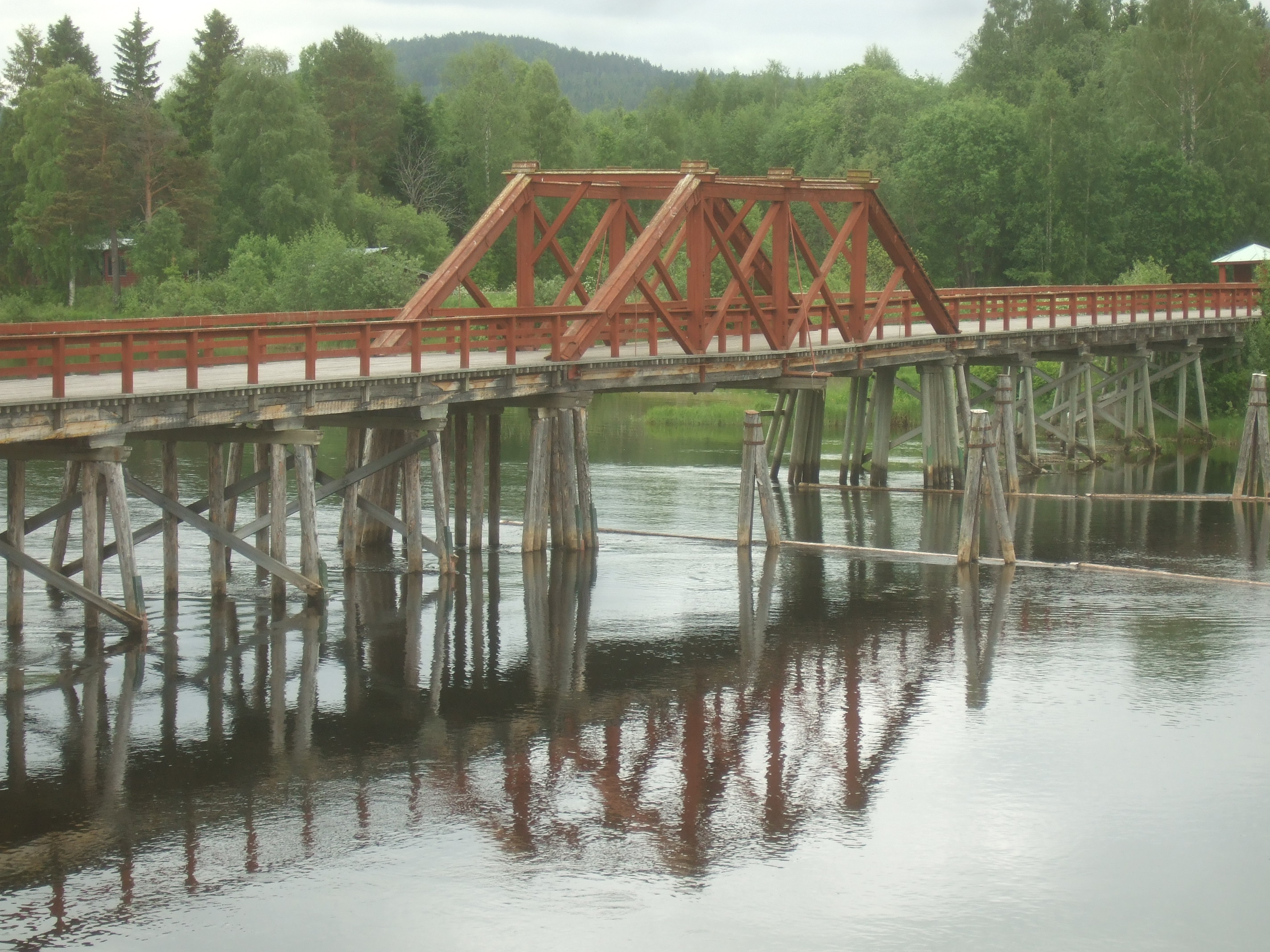
Vikbron löper över Ljungan i Fränsta och byggdes 1888 för att undvika tullar.

Flera tusen skogsfinnar eller svedjefinnar, flyttade från Savolax och norra Tavastland i dagens Finland, och blev nybyggare i bland annat Medelpad, främst mellan 1570-talet och början av 1600-talet, vilket gav upphov till många nya byar, på gränserna mot Ångermanland respektive Hälsingland. Spår av finskt namnskick återfinnes i vissa naturnamn i dessa finnbygder. Skogsfinnarna bröt effektivt ny mark genom svedjebruk. De lärde sig svenska och blev tvåspråkiga, men bibehöll sin folktro. Orsaken till inflyttningen var kolonisationspolitik och skattelättnader på initiativ av Karl IX, samt krig och brist på obruten mark i Finland.
Källor från 1600-talet och senare talar om skogssamer och sockenlappar i Medelpad, vilka i många fall assimilerades in i den nordiska kulturen.
Norrlandskusten drabbades hårt av rysshärjningarna under de sista åren av stora nordiska kriget, 1719–1721. Sundsvall (i samband med slaget vid Selånger), och ett antal mindre bruksorter anfölls, plundrades och brändes ned. 

#### Industrialisering

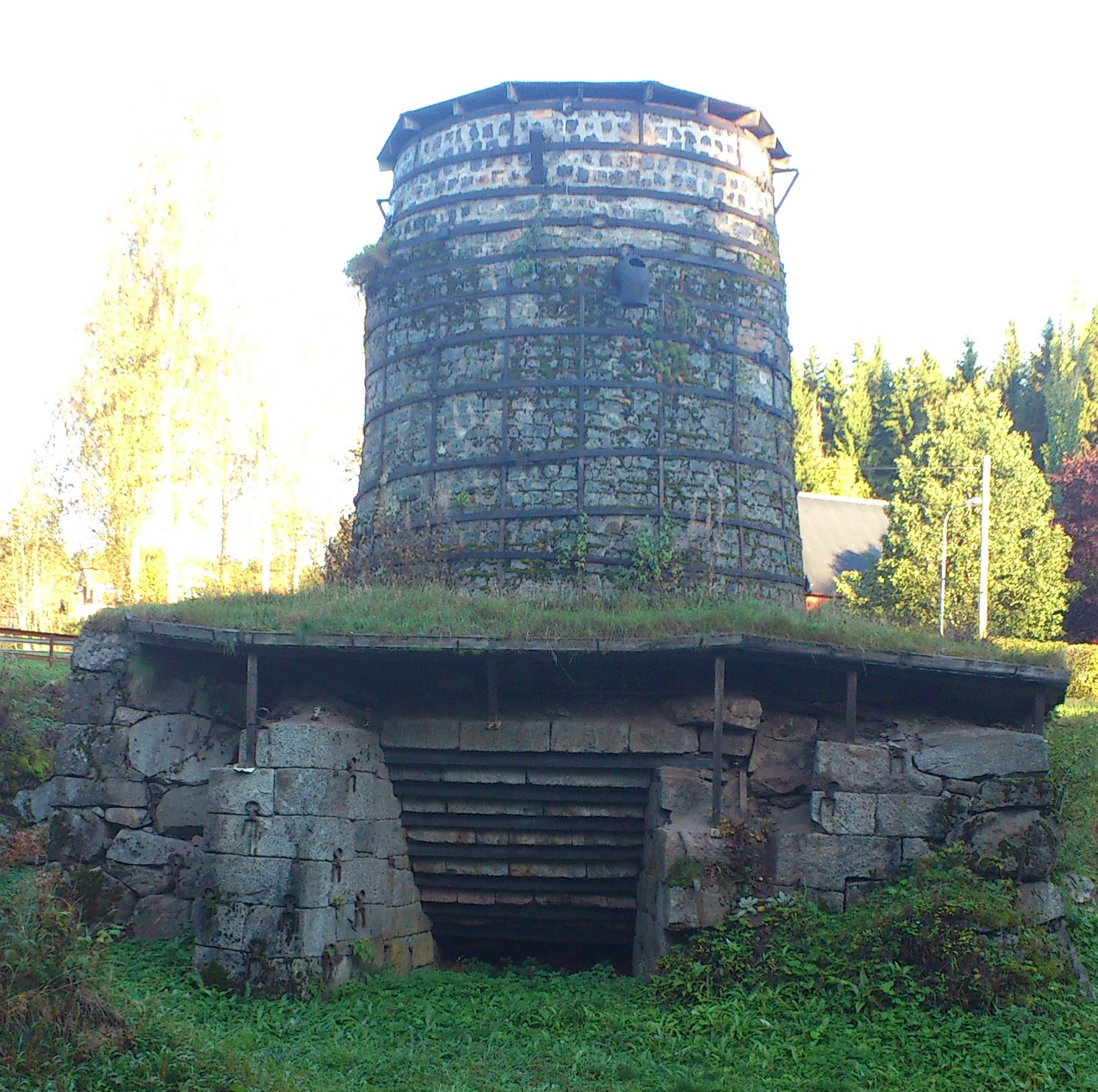
Masugnen på Lögdö bruk
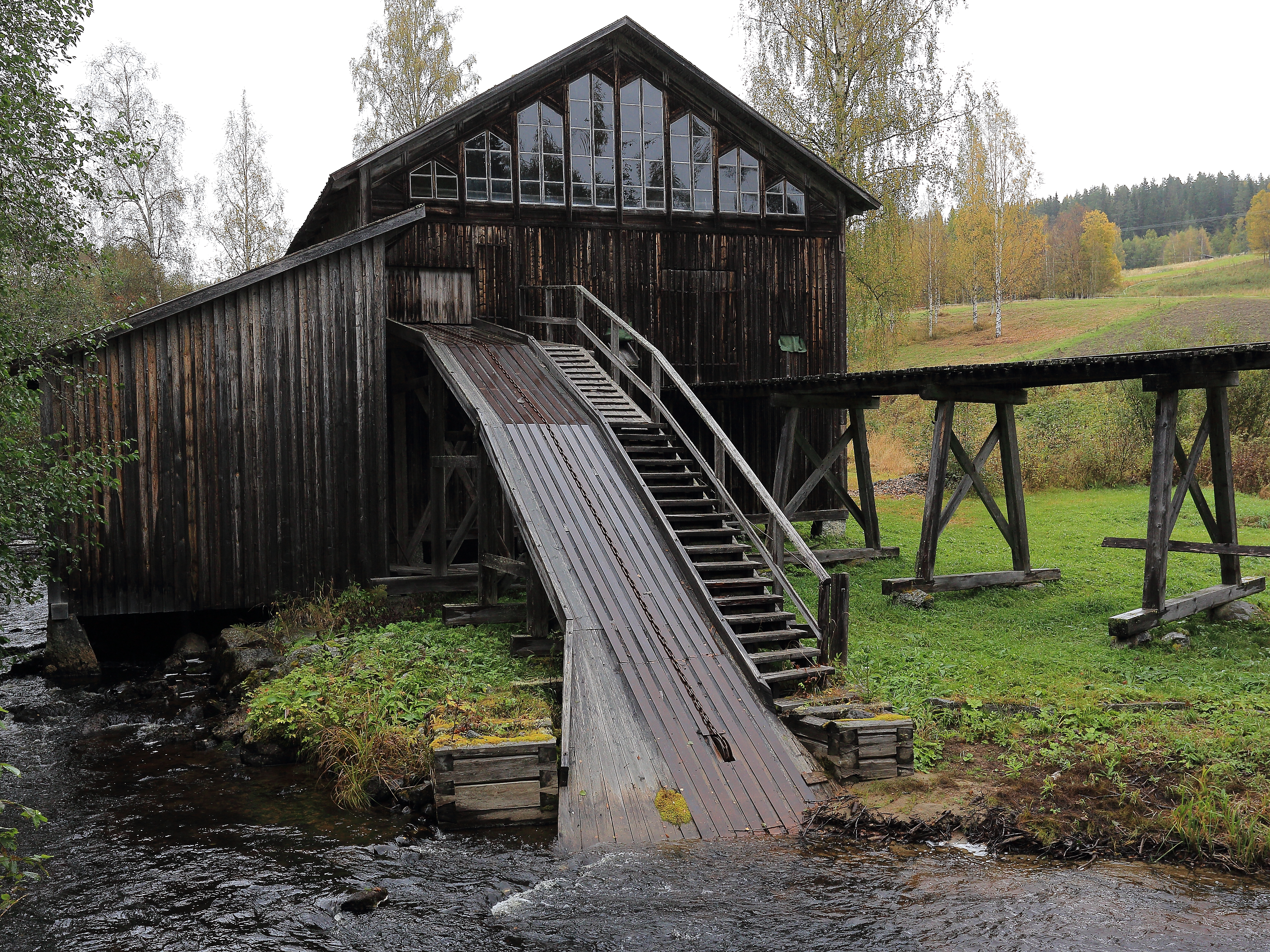
Åsens sågverksanläggning
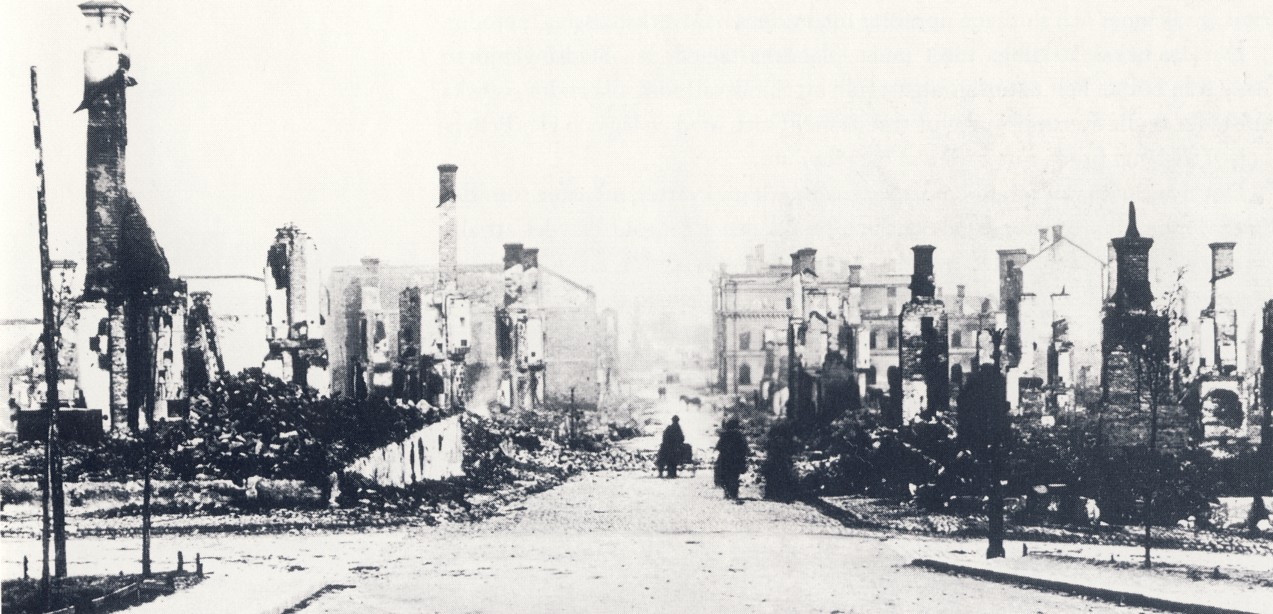
Sundsvallsbranden den 25 juni 1888 är den största branden i Sveriges i historia, och ledde till att stenstaden byggdes.
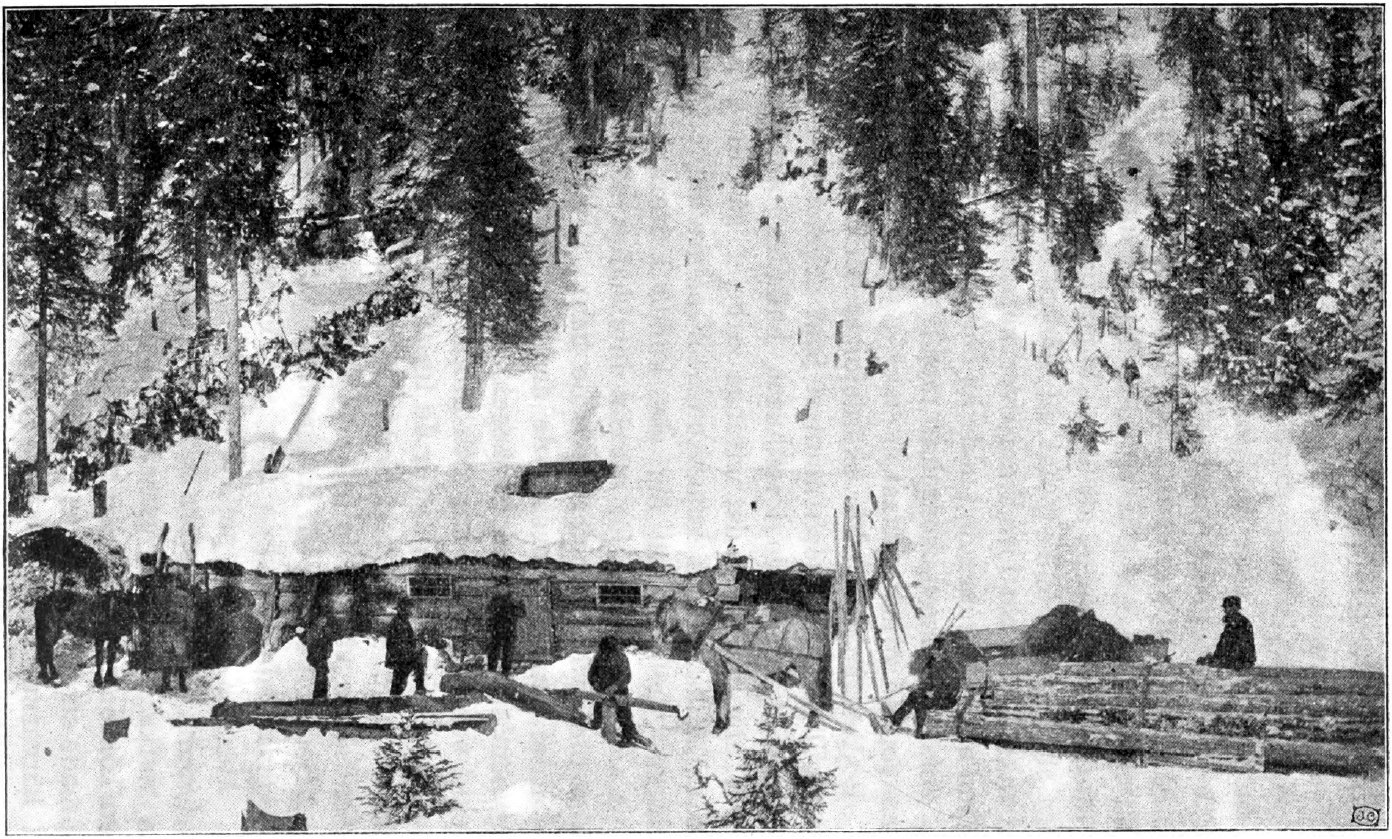
Skogsarbetare bodde vintertid i enkla timmerkojor eller större baracker i landskapets inland (ur Nils Holgerssons underbara resa, 1908).
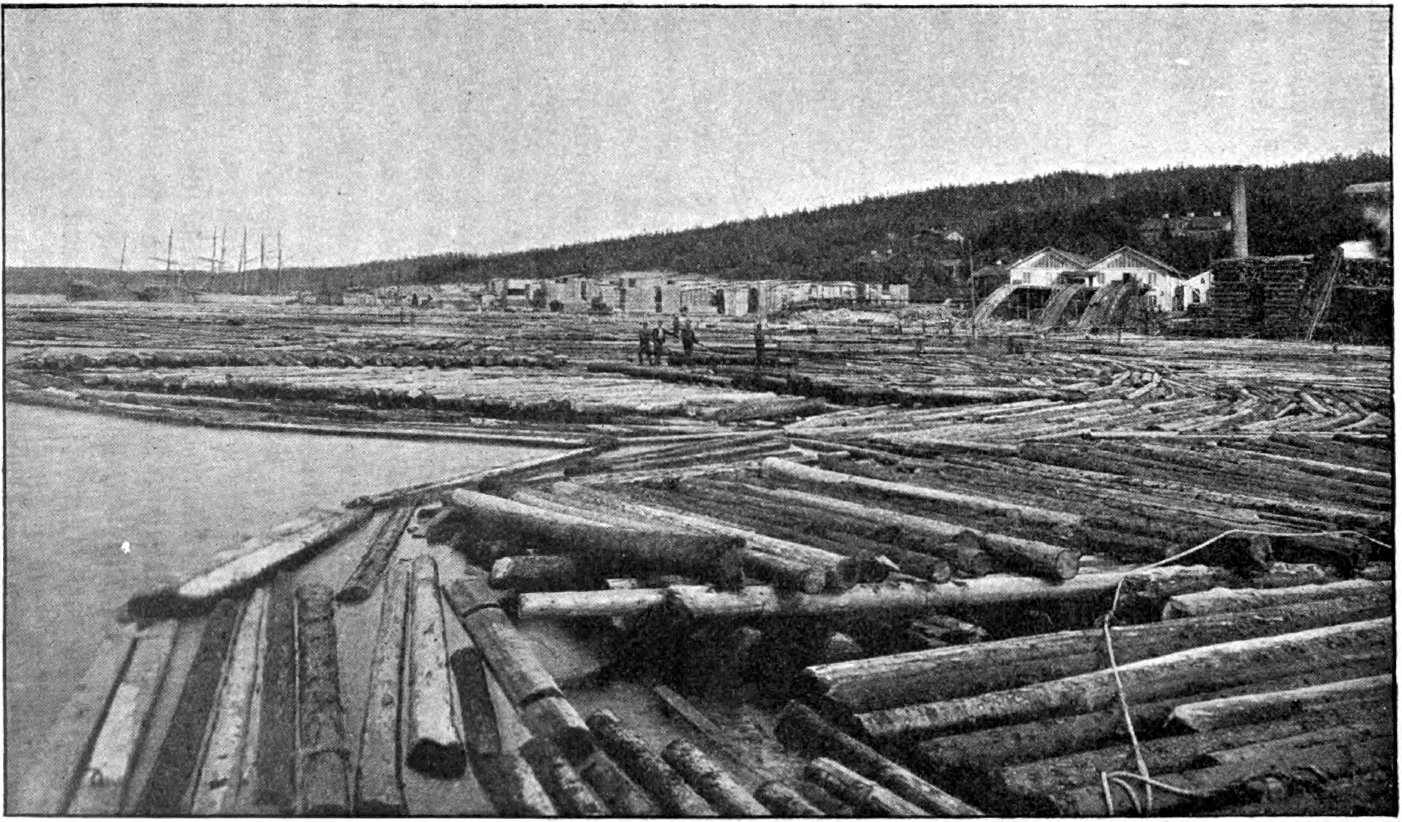
Sågverk på Alnön, Medelpad (ur Nils Holgerssons underbara resa, 1908.)
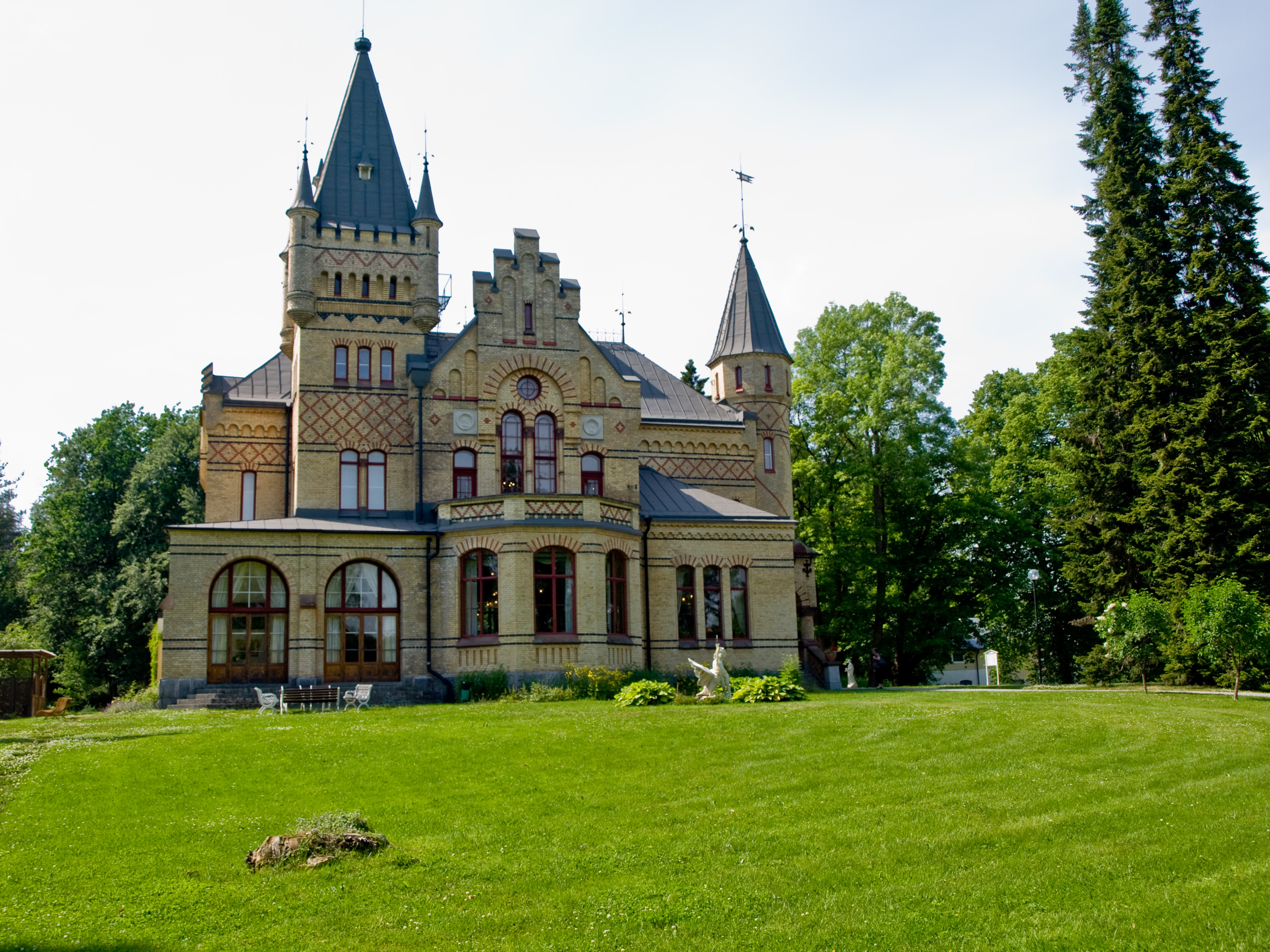
Merlo slott uppfördes 1883-85 av träpatron Fredrik Bünsow
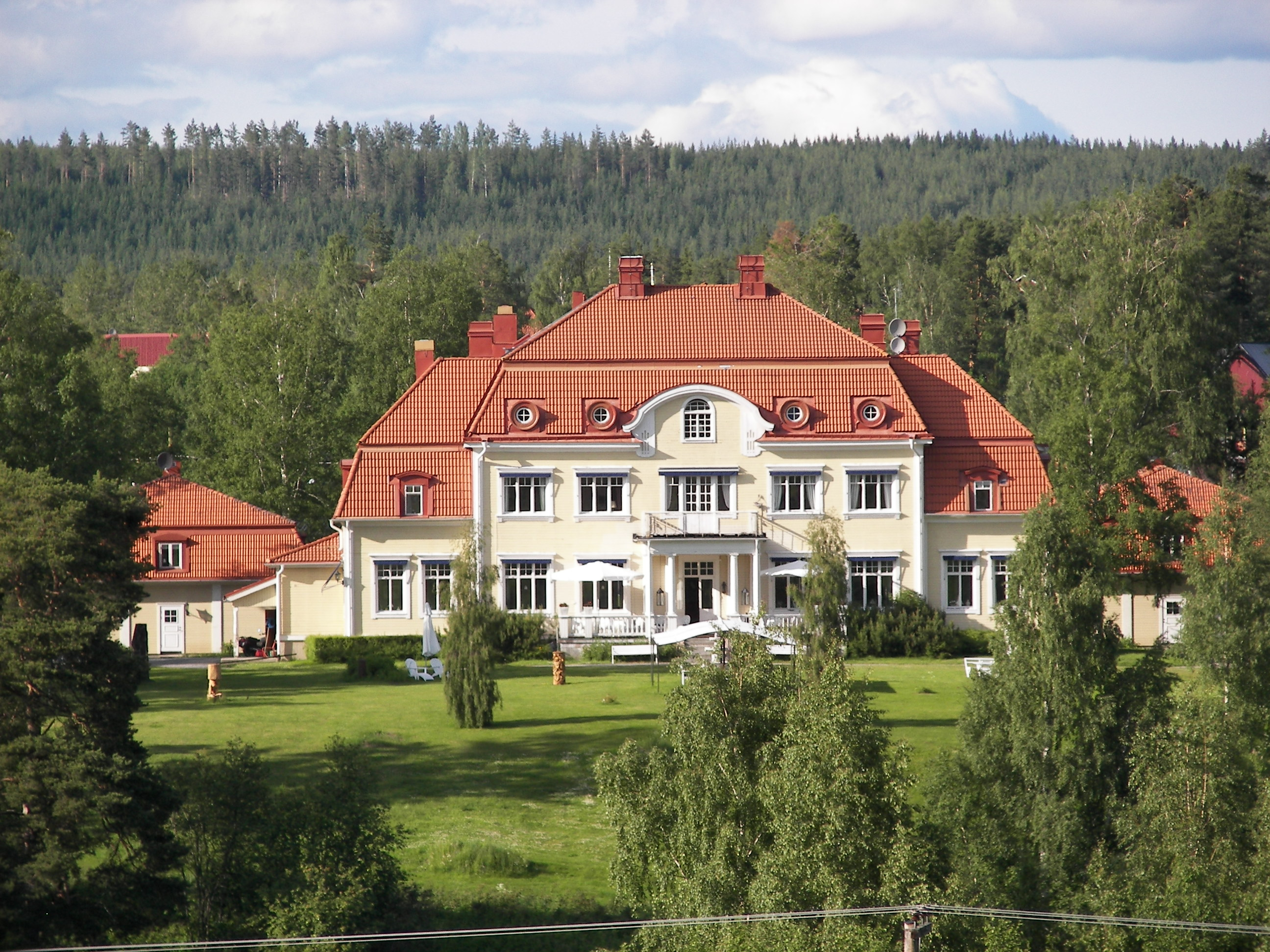
Torpshammars herrgård byggdes 1908

Landskapets huvudnäring var fram till slutet av 1800-talet järnhantering, som skedde vid ett 20-tal mindre järnbruk och järnmanufakturverk. Detta trots få malmfyndigheter, men på grund av god tillgång på skog och att staten ville avlasta Bergslagen. Järnbruk anlades i Galtströms bruk 1673, Lögdö 1685,  Sörfors 1765, Torpshammar 1797, Matfors 1833, Mohög 1857, Sundsbruk 1868 och Nedansjö 1873. Malmen fraktades främst från Stockholmsregionen. Järnproduktionen möjliggjorde mekaniska verkstadsindustrier, exempelvis Linderbergs metallfabrik grundat 1756 (sedermera Sundsvalls verkstäder), och stort antal skeppsvarv, exempelvis Wifstavarfs AB, grundad 1798 (som tidigt kom att gå över till sågverksindustrin).
Vattensågar hade byggts sedan 1500-talet vid vattendrag och älvmynningar, exempelvis Sillres såg 1663. Lagar om flottning hade införts på 1700-talet i fiskeristadgarna. Under 1700-talet började därmed virkeshandeln att få allt större betydelse i Mellannorrland. 
För att bereda en flottled förbi Storforsen fick Magnus Huss från Sundsvall i uppdrag att genomföra sprängningar i en rullstensås, som visade sig vara för porös för att motstå vattentrycket. Den 6 juni 1796 slutade det hela med en av Skandinaviens största naturkatastrofer, när timmerrännan skar genom grusåsen och hela Ragundasjön på endast fyra timmar tömdes på allt sitt vatten, varvid en flodvåg sköljde utmed Indalsälvens dalgång ända ned till kusten och tog med sig fastigheter, dock utan att någon människa förolyckades. Händelsen förändrade Indalsälvens sträckning så att flottning från Jämtland underlättades, och bidrog till att Indalsälvens floddelta är Sveriges största kustdelta. 
Industrialiseringen under första halvan av 1800-talet ledde till att Storbritanniens skogstillgångar förbrukades, och britternas frihandelspolitik på 1840-talet öppnade för omfattande virkesimport från de svenska skogslänen. Många sågverksbolag uppstod och antalet vattensågar expanderade mycket snabbt vid 1800-talets mitt längs med Mellannorrlands kust. 
Sveriges industrialisering inleddes enligt vissa historiker med att ångsågar byggdes längs Norrlandskusten, varav den första startades i Tunadal i Sköns socken 1849. Ångsågat virke hade högre kvalitet och därmed högre pris, och ångsågarna kunde placeras vid utskeppningshamnar vid havet i stället för längs med vattendrag, vilket reducerade transportkostnaderna. Den kunskap som fanns sedan tidigare i regionen om skogsbruk, flottning och sågverk var viktig för skogsindustrins genombrott. Sågverksindustrin och timmerutskeppningen kom att få en särskild koncentration till den 3 mil långa kuststräckan mellan Ljungans och Indalsälvens utlopp i Sundsvallsbukten, till följd av mynningarnas närhet, sundets skydd från havet bakom Alnön, samt de långa älvarnas möjligheter att flotta skog från stora delar av Medelpad och Jämtland. Landskapets moderna industriella karaktär skapades därefter, och från slutet av 1800-talet och under ett flertal decennier dominerade sågverksindustrin.  
Den ursprungliga lokalbefolkningen fortsatte att ägna sig åt jordbruk, men även åt skogsavverkning på vintern och flottning på våren. Ett stort antal sågverksarbetare rekryterades i huvudsak från andra regioner, exempelvis Värmland, Norrbotten och Finland, till ett trettiotal sågverk vid kusten. Mellannorrlands kustområde kallades "lilla Amerika", därför att människor valde mellan att flytta dit eller att emigrera till USA. Under perioden 1850–1900 mer än fördubblades landskapets befolkning. 
Träpatroner byggde upp stora kapital, och byggde herrgårdar och slott, men anklagades för tvivelaktiga affärsmetoder, kallat baggböleri, och kom i konflikt med arbetarna, exempelvis vid den omfattande Sundsvallsstrejken 1879. 
Bruksdöden inleddes vid 1800-talets slut, då små järnbruk fick ge vika för skogsindustrin i Medelpad, och ersattes med större järnverk i andra landskap. På 1890-talet började även de mindre sågverken att avvecklas, men i stället ökade åren 1900–1920 den elbaserade pappers- och pappersmassaindustrin sin andel av Sveriges export kraftigt, varpå landskapets industri koncentrerades till några få större anläggningar, med SCA som ledande koncern.
Älvarna reglerades och vattenkraft byggdes ut under början av 1900-talet, vilket möjliggjorde elintensiv industri, exempelvis Karbidfabriken i Ljungaverk (invigd 1912, nedlagd på 1990-talet) och Albyfabrikerna i Ånge (grundat 1900), samt aluminiumsmältverket Kubikenborg Aluminium AB (grundat 1942). Utbyggnaden i Indalsälvens nedre del skedde 1923–1956, då Bergeforsdammen och Bergeforsens vattenkraftverk stod klara. Indalsälven är den av Sveriges älvar som har näst störst elkraftproduktion. 
Sågverksepoken ebbade ut efter 1930-talets depression, och sedan 1960-talet har landskapets befolkningsutveckling nästan stagnerat (och uppvisat negativ utveckling i grannlandskapen).  Flottningen kom under 1960–1970-talen att ersättas av timmerbilstrafik.

### Indelningar från 1600-talet och framåt

#### Socknar

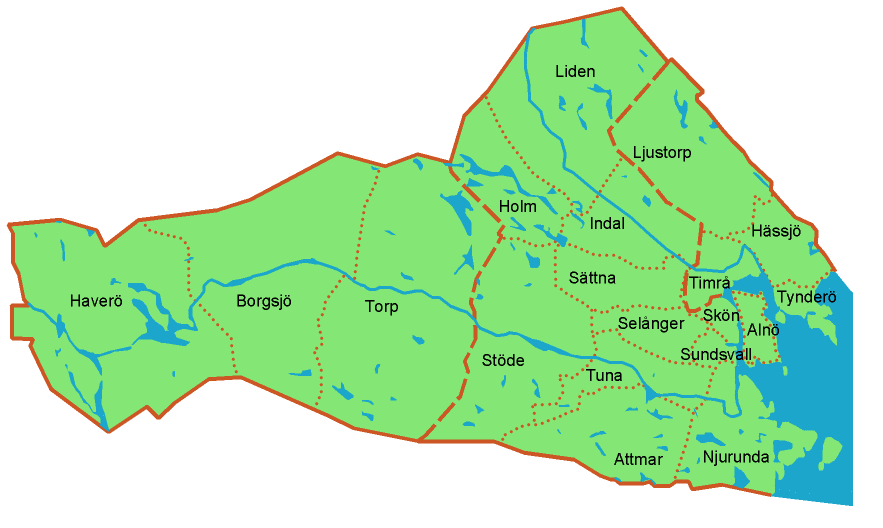
Medelpads socknar.

Dessa bildades huvudsakligen under medeltiden.
Östra Medelpad
- Alnö socken
- Hässjö socken
- Ljustorps socken
- Njurunda socken
- Sköns socken
- Timrå socken
- Tynderö socken
- Holms socken
- Indals socken
- Lidens socken

Västra Medelpad

- Attmars socken
- Borgsjö socken
- Haverö socken
- Selånger socken
- Stöde socken
- Sättna socken
- Torps socken
- Tuna socken

Utanför socknarna och med egen jurisdiktion fanns Sundsvalls stad från 1621 med Sundsvalls rådhusrätt till 1971

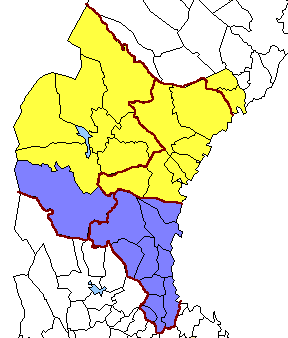
1645 bildades Hudiksvalls län (blått) och Härnösands län (gult). Dessa sammanslogs 1654 till Västernorrlands län (både gult och blått), som 1762 delades i Gävleborgs län (blått) och Västernorrlands län (gult). Dagens länsgränser kan ses i rött.

#### Län
När den moderna länsindelningen infördes som en följd av 1634 års regeringsform kom Medelpad att tillhöra Västernorrlands län. Detta delades under perioden 1646–54 upp i Hudiksvalls län och Härnösands län, varvid Medelpad hörde till det senare. Sedan dessa län åter sammanslogs 1654 har landskapet hela tiden hört till Västernorrlands län.

#### Fögderier
Socknarna i hela Medelpad hörde från 1720 till 1881 till Medelpads fögderi.
Från 1881 till 1917 hörde socknarna i östra Medelpad till Medelpads östra fögderi och de i västra till Medelpads västra fögderi
Mellan 1918 och 1971 fanns följande fögderier
- Vivsta fögderi mellan 1918 och 1946 för socknarna Alnö, Hässjö, Ljustorp, Njurunda, Skön, Timrå och Tynderö
- Ljunga fögderi mellan 1918 och 1946 för socknarna Holm, Indal, Liden, Attmar, Selånger, Sättna och Tuna och från 1918 till 1971 med socknarna Borgsjö, Haverö, Stöde och Torp
- Indals fögderi mellan 1946 och 1971 för socknarna Alnö, Hässjö, Ljustorp, Timrå, Tynderö, Holm, Indal, Liden och Sättna
- Sundsvalls fögderi från 1946 för socknarna Njurunda, Skön, Attmar. Selånger och Tuna

Mellan 1971 och 1991 ingick hela Medelpad i Sundsvalls fögderi

#### Lagsaga, domsagor, tingslag och tingsrätter
Medelpad omfattades under tidig medeltid av Hälsingelagen, ingick från senast 1401 i Upplands lagsaga och från 1611 i Norrlands lagsaga när den bildades. 1718-1719 ingick området i Medelpads läns lagsaga, för att från 1720 ingå i Västernorrlands lagsaga tills denna avskaffades 1849. Först 1671 inrättades häradsrätter i området som då delades in i tingslag och domsagor.
Från 1671 till 1878 tillhörde hela Medelpad en domsaga,  Medelpads domsaga. Från början fanns det tolv tingslag som under 1710-talet nedgått till sju (Skön, Ljustorp, Indal, Njurunda, Torp, Tuna och Selånger). De fem som upphört var Liden, Hässjö, Bergsjö (för Bergsjö och Haverö socknar), Stöde (för Stöde socken) och Attmar (som upphörde redan 1688) tingslag.
Från 1879 till 1965 fanns domsagorna:
- Medelpads östra domsaga för socknarna i östra Medelpad med:
  - Före 1925 Sköns tingslag för Sköns, Alnö och Timrå socknar, Ljustorps tingslag för Ljustorp, Hässjö och Tynderö socknar, Njurunda tingslag för Njurunda socken samt Indals tingslag för socknarna Holm, Indal och Liden
  - mellan 1925 och 1936 Njurunda, Sköns och Ljustorps tingslag för socknarna Alnö, Hässjö, Ljustorp, Njurunda, Skön och Timrå samt Indals tingslag för socknarna Holm, Indal och Liden
  - mellan 1936 och 1965 Medelpads östra domsagas tingslag
- Medelpads västra domsaga för socknarna i västra Medelpad med:
  - före 1914 Tuna tingslag för Attmars, Stöde och Tuna socknar, Torps tingslag för Torps, Borgsjö och Haverö socknar samt Selångers tingslag för Selångers och Sättna socknar
  - mellan 1914 och 1965 Medelpads västra domsagas tingslag

Från 1965 till 1970 fanns Medelpads domsaga och Medelpads domsagas tingslag dit alla Medelpads socknar tillhörde med undantag av Alnö, Sköns och Selångers socknar som från 1965 hörde till Sundsvalls rådhusrätt
Mellan 1971 och 1972 fanns Medelpads tingsrätt för de delar som inte tillhört Sundsvalls rådhusrätt (som redan 1971 överfördes till Sundsvalls tingsrätt). Från 1972 tillhör hela Medelpad Sundsvalls tingsrätt

#### Kommuner 1952–1970
Städer (1 st)
| - Sundsvalls stad |

Köpingar (3 st):
| - Sköns köping | - Timrå köping | - Ånge köping |

Landskommuner (11 st):
| - Alnö landskommun - Attmars landskommun - Borgsjö landskommun - Haverö landskommun - Hässjö landskommun - Indals-Lidens landskommun | - Njurunda landskommun - Selångers landskommun - Stöde landskommun - Torps landskommun - Tuna landskommun |

Förändringar 1952–1970

1 januari 1963

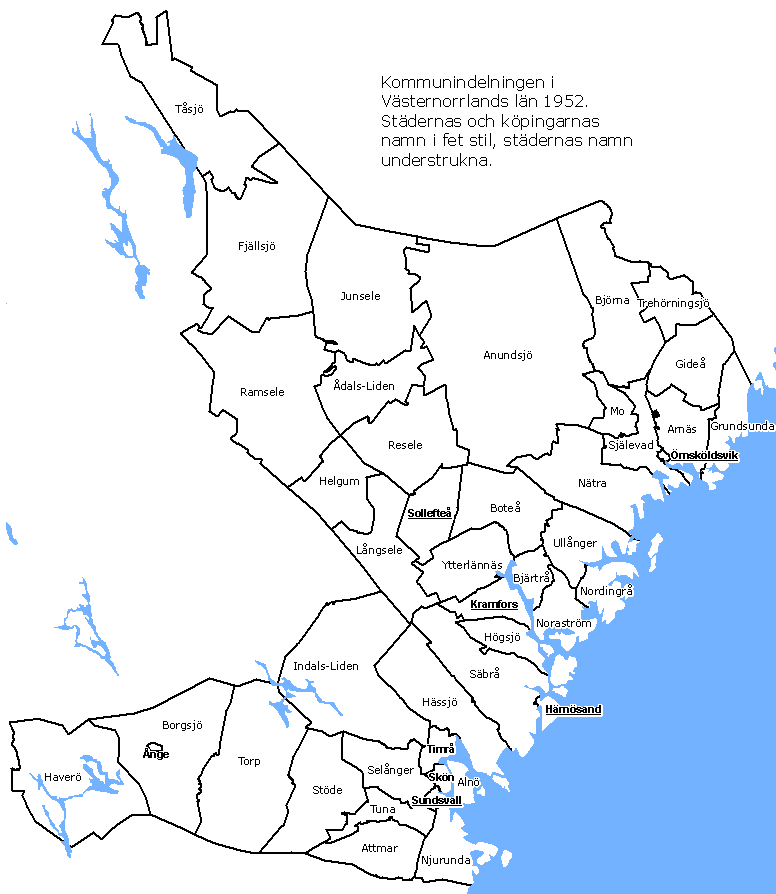
Kommunindelningen i Västernorrlands län 1952.

- Matfors landskommun bildades av Attmars landskommun och Tuna landskommun.

1 januari 1965
- Alnö landskommun, Selångers landskommun och Sköns köping uppgick i Sundsvalls stad.

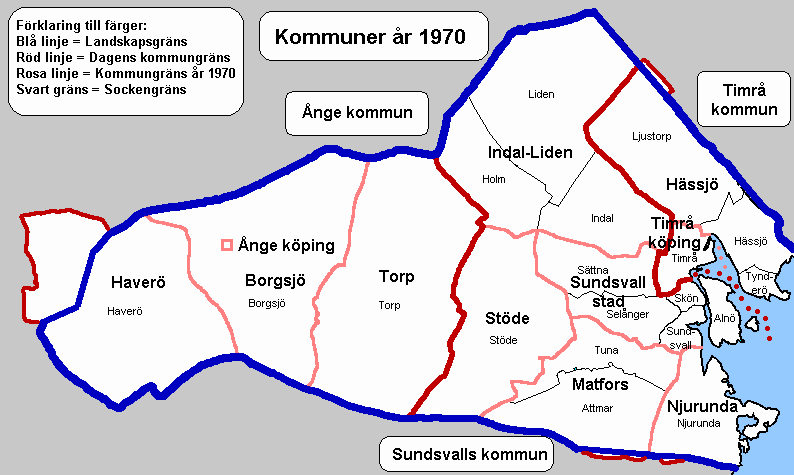
Kommuner och socknar i Medelpad. Socknars namn är skrivet i liten storlek, något större storlek är kommunerna som fanns år 1970, samt dagens kommuner inuti en skylt. De forna kommunernas gränser markeras i rosa och dagens i rött.

#### Kommuner 1971–
Landskapet består sedan 1971 av följande kommuner, ordnade i avtagande folkmängd enligt SCB 2024-12-31:
| Nr | Kommun            | Folkmängd |
| -- | ----------------- | --------- |
| 1  | Sundsvalls kommun | 99 048    |
| 2  | Timrå kommun      | 17 521    |
| 3  | Ånge kommun       | 9 044     |

## Demografi
| Befolkningsutveckling i Medelpad 1910–2020 | Befolkningsutveckling i Medelpad 1910–2020 | Befolkningsutveckling i Medelpad 1910–2020 | Befolkningsutveckling i Medelpad 1910–2020 | Befolkningsutveckling i Medelpad 1910–2020 |
| ------------------------------------------ | ------------------------------------------ | ------------------------------------------ | ------------------------------------------ | ------------------------------------------ |
|                                            |                                            |                                            |                                            |                                            |
| År                                         |                                            |                                            | Folkmängd                                  |                                            |
| 1910                                       | 1910                                       |                                            | 99 793                                     | 99 793                                     |
| 1920                                       | 1920                                       |                                            | 105 511                                    | 105 511                                    |
| 1930                                       | 1930                                       |                                            | 113 066                                    | 113 066                                    |
| 1940                                       | 1940                                       |                                            | 110 641                                    | 110 641                                    |
| 1950                                       | 1950                                       |                                            | 110 613                                    | 110 613                                    |
| 1960                                       | 1960                                       |                                            | 119 394                                    | 119 394                                    |
| 1970                                       | 1970                                       |                                            | 122 779                                    | 122 779                                    |
| 1980                                       | 1980                                       |                                            | 126 963                                    | 126 963                                    |
| 1990                                       | 1990                                       |                                            | 124 935                                    | 124 935                                    |
| 2000                                       | 2000                                       |                                            | 122 348                                    | 122 348                                    |
| 2010                                       | 2010                                       |                                            | 123 600                                    | 123 600                                    |
| 2020                                       | 2020                                       |                                            | 126 628                                    | 126 628                                    |

## Geografi
Landskapet utgörs till större delen av en vågig bergkullterräng på urberg, täckt av skogklädd morän. Det präglas av parallella dalstråk, och är rikt på sjöar, myrar och granskog. Den relativt breda uträckningen från kusten och inåt land och de stora höjdskillnaderna mellan kust och inland medför stora klimatskillnader. Landskapets största längd i öst-västlig riktning är 130 kilometer, och största bredd i nord-sydlig riktning 85 kilometer. Medelpad är beläget på en medelhöjd på 200–300 meter över havet. De högre bergen i landskapet når dryga 500 meter över havet, varav det högsta är Myckelmyrberget med sina 577 meter. Den kuperade terrängen ger den korta kuststräckan lä, varför orkanstyrka aldrig har registrerats. Emellertid har snöstormar och anmärkningvärda snödjup förekommit, och ovanligt sena snöfall (i maj).
Av sin totala area är cirka 500 kvadratkilometer vatten. Den största sjön är Holmsjön, belägen 200 meter över havet, därefter Leringen på ungefär samma höjd. De två största älvarna är Ljungan och Indalsälven. Älvdalarna karaktäriseras av jordbruksbebyggelse. Älvarna fick såsom flottningsleder stor betydelse för regionens sågverksindustri. I den omkring 20 kilometer långa och lika breda bukt av Bottniska viken i vilken älvarna mynnar, ligger landskapets största ö, Alnön. Sveriges geografiska mittpunkt är belägen i Medelpad enligt en bestämning från 1947.
Det vilda djurlivet innefattar rådjur, älg, räv, grävling, hare, bäver, lodjur, skogsmård, björn, järv och varg. 

### Berg
- Myckelmyrberget, 577 meter
- Flataklocken, 465 meter högt och en av flera uppskattningar av Sveriges geografiska mittpunkt
- Storberget, 430 meter
- Getberget, 352 meter
- Nolbykullen, 179 meter
- Rankleven, 350 meter
- Södra Stadsberget, 240 meter
- Stormörtsjökullen, 560 meter

### Sjöar
| - Armsjön - Havern - Hasselsjön - Holmsjön (Sundsvalls kommun) - Holmsjön (Ånge kommun) - Leringen - Lindsjön | - Malstabodsjön - Marmen - Rännöbodsjön - Stor-Laxsjön - Stödesjön - Viggesjön |

### Vattendrag
- Indalsälven
- Ljungan
- Ljustorpsån
- Selångersån, uppströms Sättnaån

### Öar
| Indalsälvens delta - Boholmen - Färjholmen - Kråkholmen - Laxgrundet - Skäftesholmen - Skeppsholmen - Slåttholmen - Storholmen - Älgsand | Andra öar i Medelpad - Alnön - Brämön - Granön - Klampenborg - Rödön - Spikarö - Tjuvholmen - Åstön |

### Städer och större tätorter
- I östra Medelpad ligger tätorten Sundsvall som är centralort i Sundsvalls kommun och Västernorrlands län och utgör landskapets enda stad.
- I nordost ligger tätorten Timrå som är centralort i Timrå kommun (och närheten till Sundsvall innebär att Timrå ibland klassificeras som en förort till Sundsvall).
- I väster ligger tätorten Ånge som är centralort i Ånge kommun.